# Formula 1 – sezona 2013.
| FIA Svjetsko prvenstvo Formule 1 2013. | FIA Svjetsko prvenstvo Formule 1 2013. |
|                                        | Prvak                                  |
| -------------------------------------- | -------------------------------------- |
| Vozač                                  | Sebastian Vettel (Red Bull-Renault)    |
| Konstruktor                            | Red Bull-Renault                       |
| Prethodna sezona                       | Sljedeća sezona                        |
| 2012.                                  | 2014.                                  |

Formula 1 – sezona 2013. je bila 64. sezona svjetskog prvenstva Formule 1. Sezona sadrži 19 utrka, iako je trebala sadržavati 20 kao i prethodna sezona. U kalendaru nema Velike nagrade Europe, dok je staza za Veliku nagradu Njemačke za ovu sezonu Nürburgring, a ne Hockenheimring.
Sezonu je započelo pet svjetskih prvaka, a to su Jenson Button, Lewis Hamilton, Kimi Räikkönen, Fernando Alonso te Sebastian Vettel koji je sezonu započeo braneći svoju titulu trostrukog prvaka iz 2010., 2011. i 2012. godine. Red Bull Racing je također započeo sezonu braneći titulu svjetskog prvaka među konstruktorima.
Na prvoj utrci u Australiji pobijedio je svjetski prvak iz 2007 godine Kimi Räikkönen.
Na drugoj utrci sezone u Maleziji pobijedio je trostruki svjetski prvak Sebastian Vettel.
Treća utrka sezone u Kini nam je donijela trećeg pobjednika Fernando Alonso

## Vozači i konstruktori
| Konstruktor / Momčad                            | Šasija            | Motor                    | Gume | Broj | Vozači              |
| ----------------------------------------------- | ----------------- | ------------------------ | ---- | ---- | ------------------- |
| Red Bull-Renault Infiniti Red Bull Racing       | Red Bull RB9      | Renault RS27-2013 V8 2.4 | P    | 1    | Sebastian Vettel    |
| Red Bull-Renault Infiniti Red Bull Racing       | Red Bull RB9      | Renault RS27-2013 V8 2.4 | P    | 2    | Mark Webber         |
| Ferrari Scuderia Ferrari                        | Ferrari F138      | Ferrari 056 V8 2.4       | P    | 3    | Fernando Alonso     |
| Ferrari Scuderia Ferrari                        | Ferrari F138      | Ferrari 056 V8 2.4       | P    | 4    | Felipe Massa        |
| McLaren-Mercedes Vodafone McLaren Mercedes      | McLaren MP4-28    | Mercedes FO 108F V8 2.4  | P    | 5    | Jenson Button       |
| McLaren-Mercedes Vodafone McLaren Mercedes      | McLaren MP4-28    | Mercedes FO 108F V8 2.4  | P    | 6    | Sergio Pérez        |
| Lotus-Renault Lotus F1 Team                     | Lotus E21         | Renault RS27-2013 V8 2.4 | P    | 7    | Kimi Räikkönen      |
| Lotus-Renault Lotus F1 Team                     | Lotus E21         | Renault RS27-2013 V8 2.4 | P    | 7    | Heikki Kovalainen   |
| Lotus-Renault Lotus F1 Team                     | Lotus E21         | Renault RS27-2013 V8 2.4 | P    | 8    | Romain Grosjean     |
| Mercedes Mercedes AMG Petronas F1 Team          | Mercedes F1 W04   | Mercedes FO 108F V8 2.4  | P    | 9    | Nico Rosberg        |
| Mercedes Mercedes AMG Petronas F1 Team          | Mercedes F1 W04   | Mercedes FO 108F V8 2.4  | P    | 10   | Lewis Hamilton      |
| Sauber-Ferrari Sauber F1 Team                   | Sauber C32        | Ferrari 056 V8 2.4       | P    | 11   | Nico Hülkenberg     |
| Sauber-Ferrari Sauber F1 Team                   | Sauber C32        | Ferrari 056 V8 2.4       | P    | 12   | Esteban Gutiérrez   |
| Force India-Mercedes Sahara Force India F1 Team | Force India VJM06 | Mercedes FO 108F V8 2.4  | P    | 14   | Paul di Resta       |
| Force India-Mercedes Sahara Force India F1 Team | Force India VJM06 | Mercedes FO 108F V8 2.4  | P    | 15   | Adrian Sutil        |
| Williams-Renault Williams F1 Team               | Williams FW35     | Renault RS27-2013 V8 2.4 | P    | 16   | Pastor Maldonado    |
| Williams-Renault Williams F1 Team               | Williams FW35     | Renault RS27-2013 V8 2.4 | P    | 17   | Valtteri Bottas     |
| Toro Rosso-Ferrari Scuderia Toro Rosso          | Toro Rosso STR8   | Ferrari 056 V8 2.4       | P    | 18   | Jean-Éric Vergne    |
| Toro Rosso-Ferrari Scuderia Toro Rosso          | Toro Rosso STR8   | Ferrari 056 V8 2.4       | P    | 19   | Daniel Ricciardo    |
| Caterham-Renault Caterham F1 Team               | Caterham CT03     | Renault RS27-2013 V8 2.4 | P    | 20   | Charles Pic         |
| Caterham-Renault Caterham F1 Team               | Caterham CT03     | Renault RS27-2013 V8 2.4 | P    | 21   | Giedo van der Garde |
| Marussia-Cosworth Marussia F1 Team              | Marussia MR02     | Cosworth CA2013 V8 2.4   | P    | 22   | Jules Bianchi       |
| Marussia-Cosworth Marussia F1 Team              | Marussia MR02     | Cosworth CA2013 V8 2.4   | P    | 23   | Max Chilton         |

## Kalendar utrka
Kao i u prethodnoj sezoni Formule 1 i ove sezone je u kalendaru bilo predviđeno 20 utrka, ali je potvrđeno tek devetnaest utrka za 2013. Za sad jedino nije potvrđena staza za Veliku nagradu Europe koja bi se trebala voziti 21. srpnja. 
Potvrđene utrke su:
| Utrka | Naziv utrke                         | Velika nagrada      | Staza                                          | Datum  |
| ----- | ----------------------------------- | ------------------- | ---------------------------------------------- | ------ |
| 1     | Rolex Australian Grand Prix         | VN Australije       | Albert Park, Melbourne                         | 17.03. |
| 2     | Petronas Malaysia Grand Prix        | VN Malezije         | Sepang, Kuala Lumpur                           | 24.03. |
| 3     | UBS Chinese Grand Prix              | VN Kine             | Shangai, Šangaj                                | 14.04. |
| 4     | Gulf Air Bahrain Grand Prix         | VN Bahreina         | Bahrein, Sakhir                                | 21.04. |
| 5     | Gran Premio de España               | VN Španjolske       | Catalunya, Montmeló                            | 12.05. |
| 6     | Grand Prix de Monaco                | VN Monaka           | Monako, Monte Carlo                            | 26.05. |
| 7     | Grand Prix du Canada                | VN Kanade           | Gilles Villeneueve, Montreal                   | 09.06. |
| 8     | British Grand Prix                  | VN Velike Britanije | Silverstone, Silverstone                       | 30.06. |
| 9     | Großer Preis von Deutschland        | VN Njemačke         | Nürburgring, Nürburg                           | 07.07. |
| 10    | Magyar Nagydíj                      | VN Mađarske         | Hungaroring, Budimpešta                        | 28.07. |
| 11    | Shell Belgian Grand Prix            | VN Belgije          | Spa, Francorchamps                             | 25.08. |
| 12    | Gran Premio d'Italia                | VN Italije          | Monza, Monza                                   | 08.09. |
| 13    | Singapore Grand Prix                | VN Singapura        | Marina Bay ulična utrka, Marina Bay, Singapore | 22.09. |
| 14    | Korean Grand Prix                   | VN Koreje           | Međunarodna staza Koreja, Yeongam              | 06.10. |
| 15    | Japanese Grand Prix                 | VN Japana           | Suzuka, Suzuka                                 | 13.10. |
| 16    | Airtel Indian Grand Prix            | VN Indije           | Buddh, Greater Noida                           | 27.10. |
| 17    | Etihad Airways Abu Dhabi Grand Prix | VN Abu Dhabija      | Yas Marina, Abu Dhabi                          | 03.11. |
| 18    | United States Grand Prix            | VN SAD-a            | Circuit of the Americas, Austin                | 17.11. |
| 19    | Grande Prêmio do Brasil             | VN Brazila          | Interlagos, São Paulo                          | 24.11. |

## Poredak

### Vozači
| Mjesto | Vozač               | Bodovi |
| ------ | ------------------- | ------ |
| 1.     | Sebastian Vettel    | 397    |
| 2.     | Fernando Alonso     | 242    |
| 3.     | Mark Webber         | 199    |
| 4.     | Lewis Hamilton      | 189    |
| 5.     | Kimi Räikkönen      | 183    |
| 6.     | Nico Rosberg        | 171    |
| 7.     | Romain Grosjean     | 132    |
| 8.     | Felipe Massa        | 112    |
| 9.     | Jenson Button       | 73     |
| 10.    | Nico Hülkenberg     | 51     |
| 11.    | Sergio Pérez        | 49     |
| 12.    | Paul di Resta       | 48     |
| 13.    | Adrian Sutil        | 29     |
| 14.    | Daniel Ricciardo    | 20     |
| 15.    | Jean-Éric Vergne    | 13     |
| 16.    | Esteban Gutiérrez   | 6      |
| 17.    | Valtteri Bottas     | 4      |
| 18.    | Pastor Maldonado    | 1      |
| 19.    | Jules Bianchi       | 0      |
| 20.    | Charles Pic         | 0      |
| 21.    | Heikki Kovalainen   | 0      |
| 22.    | Giedo van der Garde | 0      |
| 24.    | Max Chilton         | 0      |
| Mjesto | Vozač               | Bodovi |

### Konstruktori
| Mjesto | Vozač                | Bodovi |
| ------ | -------------------- | ------ |
| 1.     | Red Bull-Renault     | 596    |
| 2.     | Mercedes             | 360    |
| 3.     | Ferrari              | 354    |
| 4.     | Lotus-Renault        | 315    |
| 5.     | McLaren-Mercedes     | 122    |
| 6.     | Force India-Mercedes | 77     |
| 7.     | Sauber-Ferrari       | 57     |
| 8.     | Toro Rosso-Ferrari   | 33     |
| 9.     | Williams-Renault     | 5      |
| 10.    | Marussia-Cosworth    | 0      |
| 11.    | Caterham-Cosworth    | 0      |

## Kvalifikacije
| Poz. | AUS           | MAL           | KIN           | BAH           | ŠPA           | MON           | KAN           | VBR           | NJE           | MAĐ | Poz. |
| ---- | ------------- | ------------- | ------------- | ------------- | ------------- | ------------- | ------------- | ------------- | ------------- | --- | ---- |
| 1.   | Vettel        | Vettel        | Hamilton      | Rosberg       | Rosberg       | Rosberg       | Vettel        | Hamilton      | Hamilton      | 1.  |      |
| 2.   | Webber        | Massa         | Räikkönen     | Vettel        | Hamilton      | Hamilton      | Hamilton      | Rosberg       | Vettel        | 2.  |      |
| 3.   | Hamilton      | Alonso        | Alonso        | Alonso        | Vettel        | Vettel        | Bottas        | Vettel        | Webber        | 3.  |      |
| 4.   | Massa         | Hamilton      | Rosberg       | Hamilton      | Räikkönen     | Webber        | Rosberg       | Webber        | Räikkönen     | 4.  |      |
| 5.   | Alonso        | Webber        | Massa         | Webber        | Alonso        | Räikkönen     | Webber        | Di Resta      | Grosjean      | 5.  |      |
| 6.   | Rosberg       | Rosberg       | Grosjean      | Massa         | Massa         | Alonso        | Alonso        | Ricciardo     | Ricciardo     | 6.  |      |
| 7.   | Räikkönen     | Räikkönen     | Ricciardo     | Di Resta      | Grosjean      | Pérez         | Vergne        | Sutil         | Massa         | 7.  |      |
| 8.   | Grosjean      | Button        | Button        | Sutil         | Webber        | Sutil         | Sutil         | Grosjean      | Alonso        | 8.  |      |
| 9.   | Di Resta      | Sutil         | Vettel        | Räikkönen     | Pérez         | Button        | Räikkönen     | Räikkönen     | Button        | 9.  |      |
| 10.  | Button        | Pérez         | Hülkenberg    | Button        | Di Resta      | Vergne        | Ricciardo     | Alonso        | Hülkenberg    | 10. |      |
| 11.  | Hülkenberg    | Grosjean      | Di Resta      | Grosjean      | Ricciardo     | Hülkenberg    | Hülkenberg    | Button        | Rosberg       | 11. |      |
| 12.  | Sutil         | Hülkenberg    | Pérez         | Pérez         | Vergne        | Ricciardo     | Pérez         | Massa         | Di Resta      | 12. |      |
| 13.  | Vergne        | Ricciardo     | Sutil         | Ricciardo     | Sutil         | Grosjean      | Maldonado     | Vergne        | Pérez         | 13. |      |
| 14.  | Ricciardo     | Gutiérrez     | Webber        | Hülkenberg    | Button        | Bottas        | Button        | Pérez         | Gutiérrez     | 14. |      |
| 15.  | Pérez         | Di Resta      | Maldonado     | Bottas        | Hülkenberg    | Van der Garde | Gutiérrez     | Hülkenberg    | Sutil         | 15. |      |
| 16.  | Bottas        | Maldonado     | Vergne        | Vergne        | Gutiérrez     | Maldonado     | Massa         | Maldonado     | Vergne        | 16. |      |
| 17.  | Maldonado     | Vergne        | Bottas        | Maldonado     | Bottas        | Di Resta      | Di Resta      | Bottas        | Bottas        | 17. |      |
| 18.  | Gutiérrez     | Bottas        | Gutiérrez     | Gutiérrez     | Maldonado     | Pic           | Pic           | Gutiérrez     | Maldonado     | 18. |      |
| 19.  | Bianchi       | Bianchi       | Bianchi       | Pic           | Van der Garde | Gutiérrez     | Grosjean      | Pic           | Pic           | 19. |      |
| 20.  | Chilton       | Pic           | Chilton       | Bianchi       | Bianchi       | Chilton       | Bianchi       | Bianchi       | Bianchi       | 20. |      |
| 21.  | Van der Garde | Chilton       | Pic           | Van der Garde | Chilton       | Bianchi       | Chilton       | Van der Garde | Van der Garde | 21. |      |
| 22.  | Pic           | Van der Garde | Van der Garde | Chilton       | Pic           | Massa         | Van der Garde | Chilton       | Chilton       | 22. |      |

## Statistike
| Vozač             | Postolja  | Postolja  | Postolja  | Prvo startno mjesto | Najbrži krug | Krugovi u vodstvu |
| Vozač             | 1. mjesto | 2. mjesto | 3. mjesto | Prvo startno mjesto | Najbrži krug | Krugovi u vodstvu |
| ----------------- | --------- | --------- | --------- | ------------------- | ------------ | ----------------- |
| Sebastian Vettel  | 13        | 1         | 2         | 9                   | 7            | 684               |
| Fernando Alonso   | 2         | 5         | 2         | -                   | 2            | 89                |
| Nico Rosberg      | 2         | 1         | 1         | 3                   | -            | 104               |
| Kimi Räikkönen    | 1         | 6         | 1         | -                   | 2            | 41                |
| Lewis Hamilton    | 1         | -         | 4         | 5                   | 1            | 66                |
| Mark Webber       | -         | 5         | 3         | 2                   | 5            | 69                |
| Romain Grosjean   | -         | 1         | 5         | -                   | -            | 36                |
| Felipe Massa      | -         | -         | 1         | -                   | -            | 10                |
| Esteban Gutierrez | -         | -         | -         | -                   | 1            | 2                 |
| Sergio Pérez      | -         | -         | -         | -                   | 1            | -                 |
| Adrian Sutil      | -         | -         | -         | -                   | -            | 11                |
| Jenson Button     | -         | -         | -         | -                   | -            | 8                 |
| Nico Hülkenberg   | -         | -         | -         | -                   | -            | 8                 |
| Paul di Resta     | -         | -         | -         | -                   | -            | 3                 |

| Konstruktor          | Postolja  | Postolja  | Postolja  | Prvo startno mjesto | Najbrži krug | Krugovi u vodstvu |
| Konstruktor          | 1. mjesto | 2. mjesto | 3. mjesto | Prvo startno mjesto | Najbrži krug | Krugovi u vodstvu |
| -------------------- | --------- | --------- | --------- | ------------------- | ------------ | ----------------- |
| Red Bull-Renault     | 13        | 6         | 5         | 11                  | 12           | 753               |
| Mercedes             | 3         | 1         | 5         | 8                   | 1            | 170               |
| Ferrari              | 2         | 5         | 3         | -                   | 2            | 99                |
| Lotus-Renault        | 1         | 7         | 6         | -                   | 2            | 77                |
| Sauber-Ferrari       | -         | -         | -         | -                   | 1            | 10                |
| McLaren-Mercedes     | -         | -         | -         | -                   | 1            | 8                 |
| Force India-Mercedes | -         | -         | -         | -                   | -            | 14                |

### Vodeći vozač i konstruktor u prvenstvu
U rubrici bodovi, prikazana je bodovna prednost vodećeg vozača / konstruktora ispred drugoplasiranog, dok je žutom bojom označena utrka na kojoj je vozač / konstruktor osvojio naslov prvaka.
| Utrka               | Vozač            | Bodovi |
| ------------------- | ---------------- | ------ |
| VN Australije       | Kimi Räikkönen   | 7      |
| VN Malezije         | Sebastian Vettel | 9      |
| VN Kine             | Sebastian Vettel | 3      |
| VN Bahreina         | Sebastian Vettel | 10     |
| VN Španjolske       | Sebastian Vettel | 4      |
| VN Monaka           | Sebastian Vettel | 21     |
| VN Kanade           | Sebastian Vettel | 32     |
| VN Velike Britanije | Sebastian Vettel | 21     |
| VN Njemačke         | Sebastian Vettel | 34     |
| VN Mađarske         | Sebastian Vettel | 38     |
| VN Belgije          | Sebastian Vettel | 46     |
| VN Italije          | Sebastian Vettel | 53     |
| VN Singapura        | Sebastian Vettel | 60     |
| VN Južne Koreje     | Sebastian Vettel | 77     |
| VN Japana           | Sebastian Vettel | 90     |
| VN Indije           | Sebastian Vettel | 115    |
| VN Abu Dhabija      | Sebastian Vettel | 130    |
| VN SAD              | Sebastian Vettel | 145    |
| VN Brazila          | Sebastian Vettel | 155    |

| Utrka               | Konstruktor      | Bodovi |
| ------------------- | ---------------- | ------ |
| VN Australije       | Ferrari          | 4      |
| VN Malezije         | Red Bull-Renault | 26     |
| VN Kine             | Red Bull-Renault | 5      |
| VN Bahreina         | Red Bull-Renault | 16     |
| VN Španjolske       | Red Bull-Renault | 14     |
| VN Monaka           | Red Bull-Renault | 41     |
| VN Kanade           | Red Bull-Renault | 56     |
| VN Velike Britanije | Red Bull-Renault | 48     |
| VN Njemačke         | Red Bull-Renault | 67     |
| VN Mađarske         | Red Bull-Renault | 69     |
| VN Belgije          | Red Bull-Renault | 77     |
| VN Italije          | Red Bull-Renault | 104    |
| VN Singapura        | Red Bull-Renault | 103    |
| VN Južne Koreje     | Red Bull-Renault | 118    |
| VN Japana           | Red Bull-Renault | 148    |
| VN Indije           | Red Bull-Renault | 157    |
| VN Abu Dhabija      | Red Bull-Renault | 179    |
| VN SAD              | Red Bull-Renault | 205    |
| VN Brazila          | Red Bull-Renault | 236    |

## Vanjske poveznice
- Službena stranica Formule 1
- Formula 1 2013. StatsF1